# Begonia cehengensis
Espèce
Begonia cehengensis est une espèce de plantes de la famille des Begoniaceae.
L'espèce fait partie de la section Diploclinium.
Elle a été décrite en 1995 par Tsue Chih Ku.

## Répartition géographique
Cette espèce est originaire du pays suivant : Chine.